# Храстє-об-Бистриці
Храстє-об-Бистриці (словен. Hrastje ob Bistrici) — поселення в общині Бистриця-об-Сотлі, Савинський регіон, Словенія. 
Висота над рівнем моря: 198,5 м.